# Фјенил Бески (Мантова)
Фјенил Бески је насеље у Италији у округу Мантова, региону Ломбардија.
Према процени из 2011. у насељу је живело 46 становника. Насеље се налази на надморској висини од 80 м.